# لیچا نونتس
لیچا نونتس (ایتالیایی: Licia Nunez؛ زادهٔ ۱ مارس ۱۹۷۸) بازیگر اهل ایتالیا است.
از فیلم‌ها یا مجموعه‌های تلویزیونی که وی در آن‌ها نقش داشته است، می‌توان به جنایت‌های غیرحرفه‌ای اشاره نمود.